# Каслков
Каслков (англ. Castlecove; ирл. Cuan An Caislean) — деревня в Ирландии, находится в графстве Керри (провинция Манстер).